# Watson (Künstliche Intelligenz)
Watson ist ein Computerprogramm aus dem Bereich der künstlichen Intelligenz. Es wurde von IBM entwickelt, um Antworten auf Fragen zu geben, die in digitaler Form in natürlicher Sprache eingegeben werden. Das nach Thomas J. Watson, einem der ersten Präsidenten von IBM, benannte Programm wurde als Teil des DeepQA-Forschungsprojektes entwickelt.
Zur Demonstration seiner Leistungsfähigkeit konkurrierte das Programm in drei vom 14. bis 16. Februar 2011 ausgestrahlten Folgen der Quizsendung Jeopardy! mit zwei menschlichen Gegnern, die in der Show zuvor Rekordsummen gewonnen hatten. Die Partie, für die ein Preisgeld von einer Million Dollar ausgelobt war, wurde in den Medien daher mit dem Duell des Schachweltmeisters Garri Kasparow gegen den Computer Deep Blue verglichen. Das System gewann das Spiel mit einem Endstand von $77.147 gegenüber den $24.000 bzw. $21.600 seiner menschlichen Konkurrenten. Im Januar 2017 ersetzte eine japanische Versicherung mehr als 30 Mitarbeiter durch die Watson-Plattform. Die KI soll Namen und Daten der Versicherten sowie deren medizinische Vorgeschichte prüfen und Verletzungen bewerten.
Inzwischen wird der Begriff Watson von IBM für unterschiedliche Lösungen verwendet, die künstliche Intelligenz in Data-, AI- und Businessanwendungen integrieren.

## Hintergrund und Zielsetzung
Ziel des Projekts ist es letztlich, eine hochwertige Semantische Suchmaschine zu schaffen. Diese soll den Sinn einer in natürlicher Sprache gestellten Frage erfassen und in einer großen Datenbank, die ebenfalls Texte in natürlicher Sprache umfasst, innerhalb kurzer Zeit die relevanten Passagen und Fakten auffinden. Eine derartige Software könnte in vielen Bereichen, etwa der medizinischen Diagnostik, komplexe Entscheidungen unterstützen, insbesondere wenn diese unter Zeitdruck getroffen werden müssen.
Watson implementiert Algorithmen der Natürlichen Sprachverarbeitung und des Information Retrieval, aufbauend auf Methoden des Maschinellen Lernens, der Wissensrepräsentation und der automatischen Inferenz. Das System enthält Softwaremodule zur Erstellung von Hypothesen, ihrer Analyse und Bewertung. Es greift dabei auf eine Aussagensammlung und umfangreiche Textbestände zurück, ist jedoch nicht mit dem Internet verbunden. Anfragen an Watson werden bislang in Textform gestellt. Anders als aktuelle Systeme wie z. B. Wolfram Alpha benötigt es jedoch keine formale Abfragesprache. Seit Februar 2011 arbeitet IBM mit der Firma Nuance zusammen, einem führenden Hersteller von Software zur Spracherkennung. Die geplante Fähigkeit, auch gesprochene Fragen zu bearbeiten, soll den Einsatz einer spezialisierten Version Watsons im Gesundheitswesen erleichtern.
IBM plant, auf Watson basierende Systeme im Laufe der nächsten Jahre kommerziell zu vermarkten. Der Leiter des zuständigen Forschungslabors geht davon aus, dass die Kosten des Gesamtsystems zunächst mehrere Millionen US-Dollar betragen könnten, da bereits die notwendige Hardware mindestens eine Million Dollar kostet. Im Rahmen von Pilotstudien wurde das System bislang unter anderem dazu verwendet, Vorhersagen zu treffen, welche Arzneistoffe gegen bestimmte Krankheiten wirksam sein könnten; durch Integration zahlreicher Sensordaten und Informationen zu Umwelteinflüssen vorherzusagen, welche Bauteile komplexer Industriemaschinen Gefahr laufen vorzeitig auszufallen und daher gewartet werden sollten; aber auch dazu, innovative Kombinationen von Zutaten für schmackhafte Kochrezepte vorzuschlagen. Zudem ist geplant zukünftig neuromorphe Chips, wie z. B. TrueNorth, zu integrieren um Eingaben in Form von natürlicher Sprache, Bildern und Videos, sowie beliebigen Sensoren zu ermöglichen. Darüber hinaus soll Watson in Zukunft Rechtsanwälte bei der rechtlichen Recherche in juristischen Datenbanken entlasten.

## Auftritt bei Jeopardy!

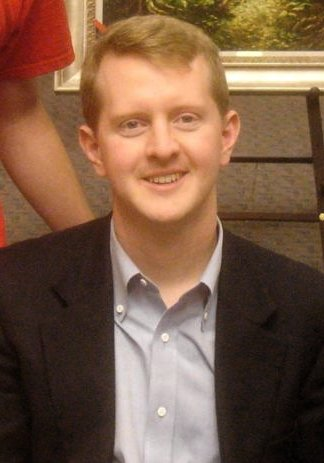
Ken Jennings, ein 74-maliger Sieger bei Jeopardy!, unterlag im Februar 2011 dem Computerprogramm Watson

Die Quizshow Jeopardy! stellt Systeme zur automatischen Beantwortung natürlichsprachiger Fragen vor eine interessante Herausforderung, da die als Antworten gestellten Aufgaben meist bewusst mehrdeutig formuliert sind, häufig die Verknüpfung mehrerer Fakten erforderlich machen und die passende Frage innerhalb eines Zeitlimits von fünf Sekunden gefunden werden muss. Die Entwickler des System Watson setzten sich daher das Ziel, in diesem Spiel menschliche Kandidaten zu schlagen.
Bei ersten Testläufen im Jahr 2006 fand Watson nur für etwa 15 % von 500 Umschreibungen vorangegangener Jeopardy!-Sendungen die korrekte Frage. Die besten Kandidaten von Jeopardy! erreichen im Vergleich dazu etwa 95 % Genauigkeit. Im Laufe der nächsten Jahre wurde Watson mit einer Datenbank von ungefähr 100 Gigabyte an Texten ausgestattet, darunter Wörterbücher, Enzyklopädien, wie z. B. die gesamte Wikipedia, und anderes Referenzmaterial. Watson hat jedoch keine Verbindung zum Internet, ist also, wie seine menschlichen Gegenspieler, auf sich allein gestellt. Die Informationen werden unter anderem statistisch ausgewertet, um Sinnbezüge herzuleiten. Anstatt sich auf einen einzelnen Algorithmus zu stützen, nutzt Watson hunderte davon gleichzeitig, um über einen Pfad eine potentiell richtige Antwort zu finden. Je mehr Algorithmen unabhängig voneinander die gleiche Antwort erreichen, als desto wahrscheinlicher wird es angesehen, dass Watson die korrekte Lösung gefunden hat. Wenn das System für eine Aufgabe eine kleine Anzahl potentieller Lösungen erarbeitet hat, werden diese anhand einer Datenbank überprüft, um zu bewerten, welche davon als potentiell sinnvoll gelten können. Dazu werden z. B. Zeitangaben überprüft.
In einer Sequenz von 20 Übungsspielen nutzten die menschlichen Kandidaten die 6 bis 8 Sekunden Dauer während des Lesens des Ratebegriffes dazu, den Buzzer zu betätigen und die korrekte Antwort zu geben. Das auf diese Zeitspanne optimierte System Watson evaluiert eine Antwort und entscheidet, ob es genügend Sicherheit bezüglich des Ergebnisses gibt, um den Buzzer auszulösen.
Seit Februar 2010 ist Watson in der Lage, im Rahmen regelgerechter Partien menschliche Jeopardy!-Kandidaten zu schlagen. IBM stellte zunächst eine Übungssituation in einem Konferenzraum im Thomas J. Watson Research Center in Yorktown Heights, New York, nach, die die Situation bei Jeopardy nachahmt, und ließ Einzelpersonen, einschließlich früherer Jeopardy-Kandidaten, in Probespielen gegen Watson teilnehmen, mit Todd Alan Crain von The Onion als Quizmaster. Dem Computersystem, auf dem Watson ausgeführt wurde, wurden die Ratebegriffe (als Antwort auf eine Frage) elektronisch übermittelt und es war in der Lage, den Buzzer zu betätigen und mit einer elektronischen Stimme die Antworten im Jeopardy-eigenen Frageformat zu geben.
Schließlich trat Watson bei Jeopardy in drei Sendungen, die zwischen dem 14. und 16. Februar 2011 ausgestrahlt wurden, gegen die früheren Champions Ken Jennings und Brad Rutter an, welche in der Show zuvor Rekordsummen gewonnen hatten. Nachdem das System Watson und der Kandidat Rutter nach der ersten Runde noch gleichauf lagen, ging Watson aus den beiden anderen als klarer Sieger hervor. Das Preisgeld von einer Million US-Dollar stellte IBM gemeinnützigen Zwecken zur Verfügung. Jennings und Rutter kündigten an, jeweils die Hälfte ihrer Preise von $300.000 bzw. $200.000 zu spenden.

## Aufbau
Die Softwareengine von Watson ist DeepQA. Diese läuft bei Watson auf dem Betriebssystem SUSE Linux Enterprise Server.
Der Rechnerverbund besteht aus 90 Power 750 Servern mit 16 TB RAM. Jeder Server besitzt einen mit 3,5 GHz getakteten Power7 8-Kern Prozessor, wobei jeder Kern bis zu 4 Threads gleichzeitig ausführt.
Geschrieben wurde DeepQA in verschiedenen Programmiersprachen; darunter Java, C++ und Prolog. DeepQA ist hierbei in Form von Annotatoren einer UIMA-Pipeline implementiert.
Durch den Einsatz von UIMA Asynchronous Scaleout und Hadoop wird eine massive Parallelisierung ermöglicht. Spezielle UIMA Annotatoren ermöglichen dabei eine Abbildung auf Hadoop MapReduce-Schema um eine große Anzahl von Textdokumenten parallel durchsuchen zu können.

## Funktionsweise

Funktionsweise von IBM Watson

Watson übernimmt eine Jeopardy!-Antwort (die Frage) des Moderators in elektronischer Form über eine Tastatur. Eine solche Jeopardy!-Antwort kann dabei sehr komplex sein und aus mehreren Sätzen, Rätseln und Wortwitzen bestehen.

### Linguistischer Präprozessor
Die Jeopardy!-Antwort wird von der DeepQA-Engine mit Hilfe eines Linguistischen-Präprozessors analysiert. Dabei wird die logische Struktur mit Hilfe eines Parsers des Satzes als Baum in Prolog abgebildet.
Ein Tokenizer, bestehend aus UIMA-Annotatoren für Pattern Matching, kümmert sich um die Abbildung auf Lexikalische Antworttypen (LAT). Dabei wird die Beziehung der Satzteile zueinander (die Grammatik) analysiert. Das betrifft insbesondere das Pronomen (auf das Watson sich mit der von ihm zu generierenden Frage beziehen muss), sowie Wörter, die angeben, welche Klasse von Antwort (z. B. Poet, Land, Epoche etc.) gesucht wird.
Das Pronomen wird – sofern dieses nicht als solches erkennbar ist – dadurch gefunden, dass durch dessen Entfernung aus der Frage eine Aussage wird. Auf diesen Teil des Satzes legt DeepQA den Fokus bei der Kandidatenbewertung.

### Kandidatengenerierung
Die Kandidatengenerierung nimmt den Prolog-Code des Linguistischen Präprozessors entgegen und leitet diese an verschiedene Suchmaschinen weiter. Hierbei wird etwa INDRI und Lucene für die Durchsuchung von unstrukturierten Dokumenten eingesetzt, welche in einem HDFS gespeichert sind. Zudem gibt es spezielle Engines die den LAT-Prolog-Code entgegennehmen und SPARQL-Abfragen auf semantischen Datenbanken (Triplestores) bzw. SQL-Abfragen auf relationalen Datenbanken durchführen, welche auf DB2 basieren. Die Dokumente decken hierbei ein breiteres Wissensgebiet ab und sind schneller durchsuchbar, während die strukturierten und insbesondere semantischen Datenquellen eine höhere Genauigkeit bieten.
Die Daten stammen aus verschiedenen Quellen, wie etwa DBpedia, Wordnet, Yago, Cyc, Freebase, Wikipedia, IMDB, World Book Encyclopedia, der Bibel sowie verschiedenen Taxonomien und Ontologien, Literarischen Werken und Artikeln von PR Newswire und New York Times. Zudem werden Webseiten analysiert und in Form von Textschnipseln in den Datenbanken von Watson gespeichert.
DeepQA generiert dabei zwischen 100 und 250 Suchergebnisse. Diese Ergebnisse (Kandidaten) stellen Hypothesen für die mögliche Antwort dar.
In Jeopardy! hat Watson keinen Zugriff auf das Internet, sondern nur auf die Daten in den internen Datenbanken. Prinzipiell hat DeepQA für zukünftige Anwendungen jedoch auch die Möglichkeit, weitere Informationen aus dem Internet zu beziehen und mit Hilfe von Webservices auch Echtzeitdaten zu berücksichtigen.

### Kandidatenbewertung
Die wahrscheinlichsten Ergebnisse der Suche werden genauer analysiert. Hierzu besitzt DeepQA mehrere tausend Softwareagenten die jeweils eine ganz spezielle Analyse parallel durchführen. Hierzu gehören vor allem Agenten für die Analyse von zeitlichen (temporalen) und räumlichen (spatiellen) Zusammenhängen, Taxonomien, einfachen Berechnungen für Rechenrätsel, Bewertung der Akustik für Wörter die ähnlich klingen, Scrabble-Bewertung für Wörter deren Buchstaben vertauscht wurden, Agenten, die Suchergebnisse einer genaueren semantischen Analyse durchführen, sowie viele andere mehr.
Diese Analyse umfasst oft ein sehr breites Wissensspektrum, wobei verschiedene Kandidaten und Wissensdomänen von den jeweiligen Agenten voneinander unabhängig und massiv parallel analysiert werden. Da jedes Suchergebnis von bis zu tausend Agenten analysiert wird, multipliziert sich die Anzahl der gleichzeitig analysierten Evidenzfragmente. Aus den 100 bis 250 Hypothesen werden somit bis zu 100.000 Evidenzfragmente die in unabhängigen Threads analysiert werden. Ein Softwarefilter eliminiert alle Ergebnisse von Agenten, die keinen Beweis für die Richtigkeit eines Suchergebnisses erbracht haben.

## Einsatzbeispiele

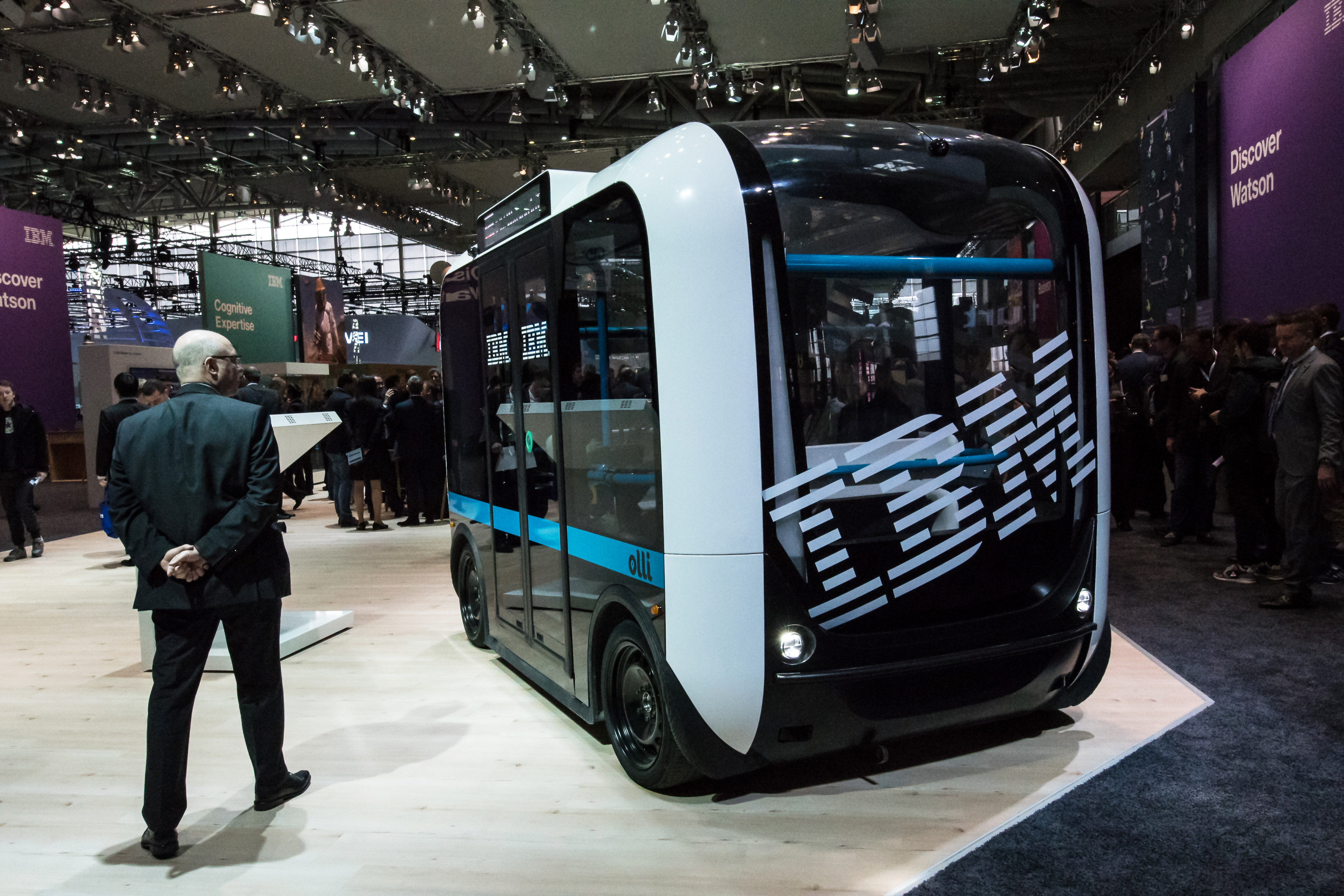
„Olli“ auf der CeBIT 2017

Ende August 2016 veröffentlichte 20th Century Fox einen Trailer zum Film Das Morgan Projekt, der von Watson gefertigt wurde. Es handelt sich dabei um den ersten Trailer der Filmgeschichte, der durch einen Algorithmus entstanden ist. Der IBM-Manager John R. Smith erklärte in einem Blogeintrag, Watson habe insgesamt 100 Trailer von Horrorfilmen analysiert, um den rund 60 Sekunden langen Trailer zu fertigen. Watson unterteilte diese in Segmente, und nach einer visuellen Analyse, einer Audio-Analyse und einer Analyse der Szenen-Zusammensetzung, analysierte die künstliche Intelligenz den Film Morgan und filterte die passenden Stellen heraus. Letztlich entschied sich das System für zehn Sequenzen, aus denen dann ein Filmteam den Trailer zusammensetzte.
Auf der CeBIT 2017 präsentierte IBM einen autonomen Bus namens Olli, der durch Watson gesteuert wird. Watson und Olli sind vernetzt, die Rechenleistung kommt aus IBMs Datenzentrum in Frankfurt.
In Form von unterschiedlichen Anwendungen steht Watson mittlerweile auch Endnutzern zur Verfügung. Ein Beispiel hierfür ist Cognos Analytics, eine Software für intelligente Datenanalyse und Visualisierung, oder Watson Assistant, mit dem intelligente Chatbots und digitale Assistenten erstellt werden können. Zahlreiche weitere Watson Services können teilweise sogar kostenlos über die IBM Cloud in Anspruch genommen werden und reichen von Bild- und Spracherkennung bis hin zu Machine Learning Modellen.
Im Bereich der Onkologie berät Watson for Oncology Krebsärzte in 230 Krankenhäusern weltweit bei der Suche nach der jeweils besten Therapie (Stand Mitte 2018). Allerdings kritisierte 2017 der Leiter der Krebsabteilung von Kopenhagens Reichskrankenhaus das System scharf und stoppte an seiner Klinik das Experiment. Aus internen IBM-Dokumenten ging hervor, dass Watson oftmals falsche Behandlungstipps gegeben hatte und dass IBM-Medizinspezialisten und Kunden zahlreiche Beispiele für unsichere und falsche Behandlungsempfehlungen festgestellt hatten. Ursache sei eine nur geringe Anzahl künstlicher Krebsfälle statt echter Patientendaten gewesen; außerdem basierten die Empfehlungen auf der Expertise einiger weniger Spezialisten für jede Krebsart statt auf Richtlinien oder Nachweisen. IBM-intern war bekannt, dass Watson ungenaue Empfehlungen gab, die im Widerspruch zu nationalen Behandlungsrichtlinien standen; außerdem stellte sich heraus, dass Studien, die IBM mit der Software durchgeführt hatte und deren Ergebnisse als Beweis für die Nützlichkeit des Systems angepriesen wurden, so angelegt waren, dass sie günstige Ergebnisse erbrachten.
IBM Watson wurde beim Grand Slam Turnier in Wimbledon eingesetzt, um Spieldaten von Tennisspielern zu analysieren und Spielergebnisse vorherzusagen. Dieses System verwendet historische Daten und aktuelle Turnierdaten, um Prognosen zu erstellen. Es analysiert den möglichen Spielverlauf basierend auf Variablen wie Oberflächentyp, Wetterbedingungen und jüngsten Spielerleistungen. Solche Erkenntnisse können Spielern und Trainern helfen, effektivere Spielstrategien gegen Gegner zu planen, indem sie wahrscheinliche Muster und Ergebnisse verstehen und so möglicherweise die Gewinnchancen in hart umkämpften Spielen erhöhen.

## Filmische Dokumentationen
- Avatar basierend auf IBM Watson, 2017
- Künstliche Intelligenz Watson in Quizshow Jeopardy, 2011

### Videos
- IBM and the Jeopardy Challenge IBM
- IBM “Watson” System to Challenge Humans at Jeopardy! IBMLabs
- Smartest Machine on Earth (documentary)
- Watson – Der Supercomputer (Doku)
- Zur Funktionsweise von Watson: IBM Fellow Berni Schiefer erklärt die Funktionsweise von Watson / Keynote der IT-Tage am 15. Dezember 2016 (deutsch)